# Großenstein
Großenstein település Németországban, azon belül Türingiában. Lakosainak száma 1200 fő (2023. december 31.).

## Népesség
A település népességének változása:
| Lakosok száma | 1228 | 1217 | 1208 | 1199 | 1200 |
|               | 2017 | 2019 | 2021 | 2022 | 2023 |